# جورج فريدمان
جورج فريدمان (بالإنجليزية: George Freedman)‏ هو مصمم ديكور ‏ أسترالي، ولد في 6 مارس 1936، وتوفي في 21 يوليو 2016.

## وصلات خارجية
- الموقع الرسمي